# Chiesa di Santo Stefano (Davagna)
La chiesa di Santo Stefano protomartire è un luogo di culto cattolico situato nella frazione di Rosso, in via Piane di Rosso, nel comune di Davagna nella città metropolitana di Genova. La chiesa è sede della parrocchia omonima del vicariato Medio - Alto Bisagno dell'arcidiocesi di Genova.

## Storia e descrizione

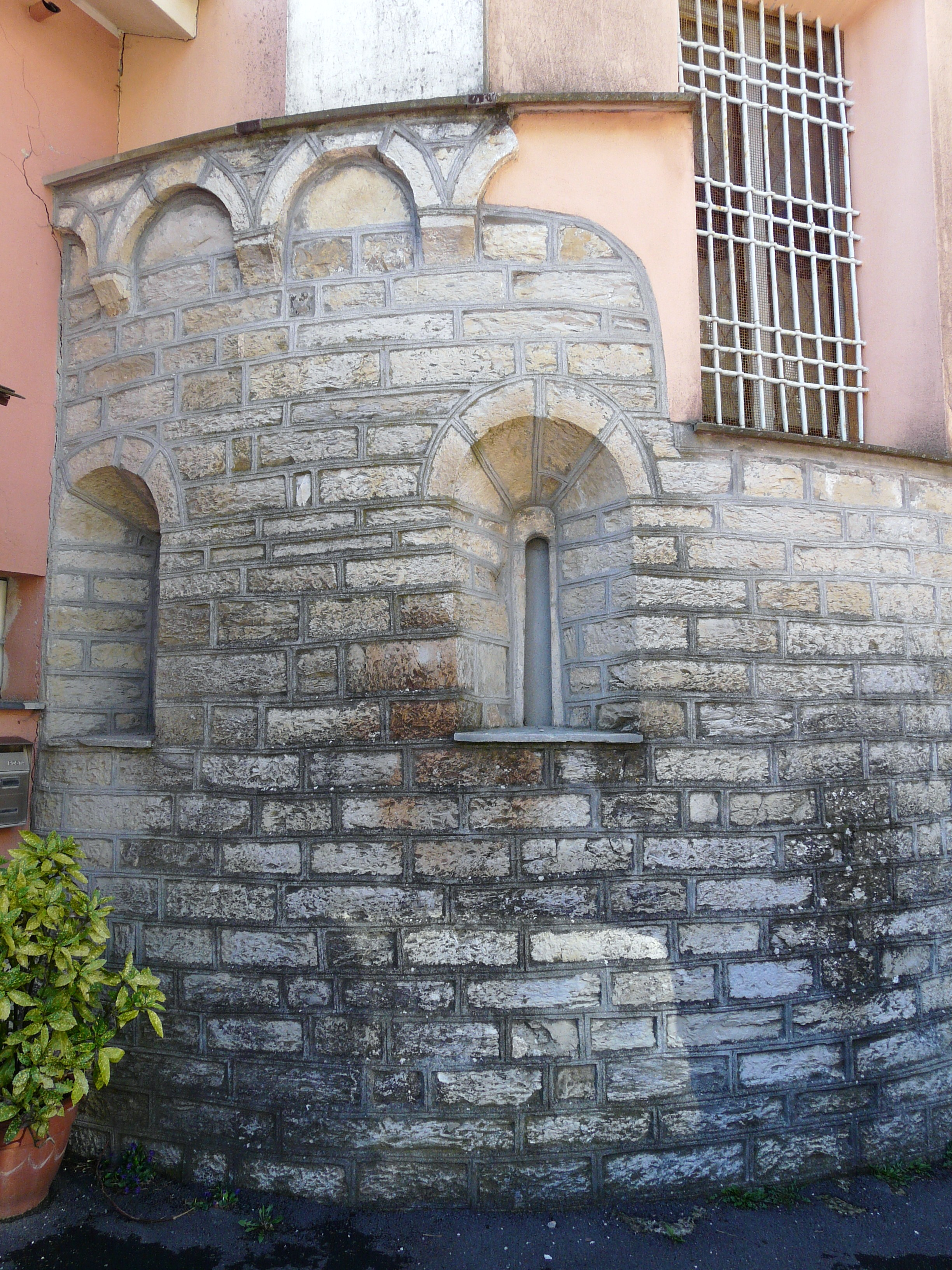
Tracce dell'impianto romanico nell'abside esterna

Alcuni documenti datati al 17 settembre 1198 testimoniano la donazione al rettore, prete Giovanni, di una terra per la costruzione di un nuovo tempio religioso nel territorio di Rosso. Il 12 febbraio del 1272 s'iniziarono i lavori di erezione di un piccolo campanile ad opera del locale maestro Giacomo de Suripa.
La chiesa subì un rifacimento nel XVI secolo e presenta al suo interno, ad unica navata, sette altari dei quali quattro in marmo; quello maggiore è risalente al XVII secolo. All'interno sono conservati due opere pittoriche di rilievo quali un quadro raffigurante Santo Stefano, attribuito a Giovanni Cambiaso, e una tavola anch'essa ritraente il santo con altre figure di santi del pittore Bernardino Fasolo del 1520.
La parrocchiale fu promossa al titolo di vicariato e di arcipretura il 19 aprile del 1674 dall'arcivescovo di Genova Giovanni Battista Spinola. Nei secoli a seguire ben due volte la struttura rischiò di cadere in una rovina a causa di assestamenti collinari, ma il costante lavorio con profonde e poderose rifondazioni scongiurarono gli ormai certi crolli.